# Henryk Gaczyński

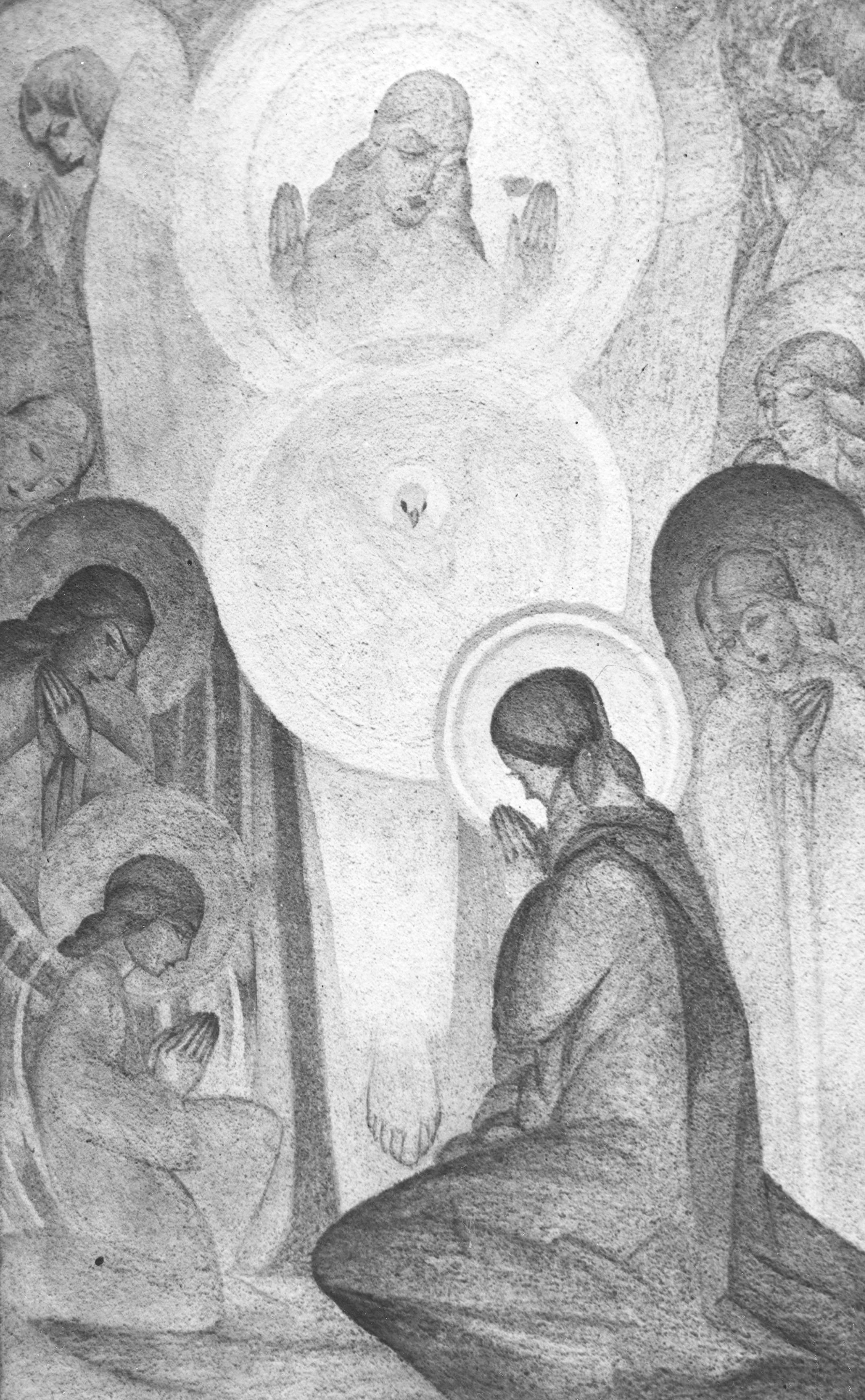
Zwiastowanie – fresk Henryka Gaczyńskiego (1928)

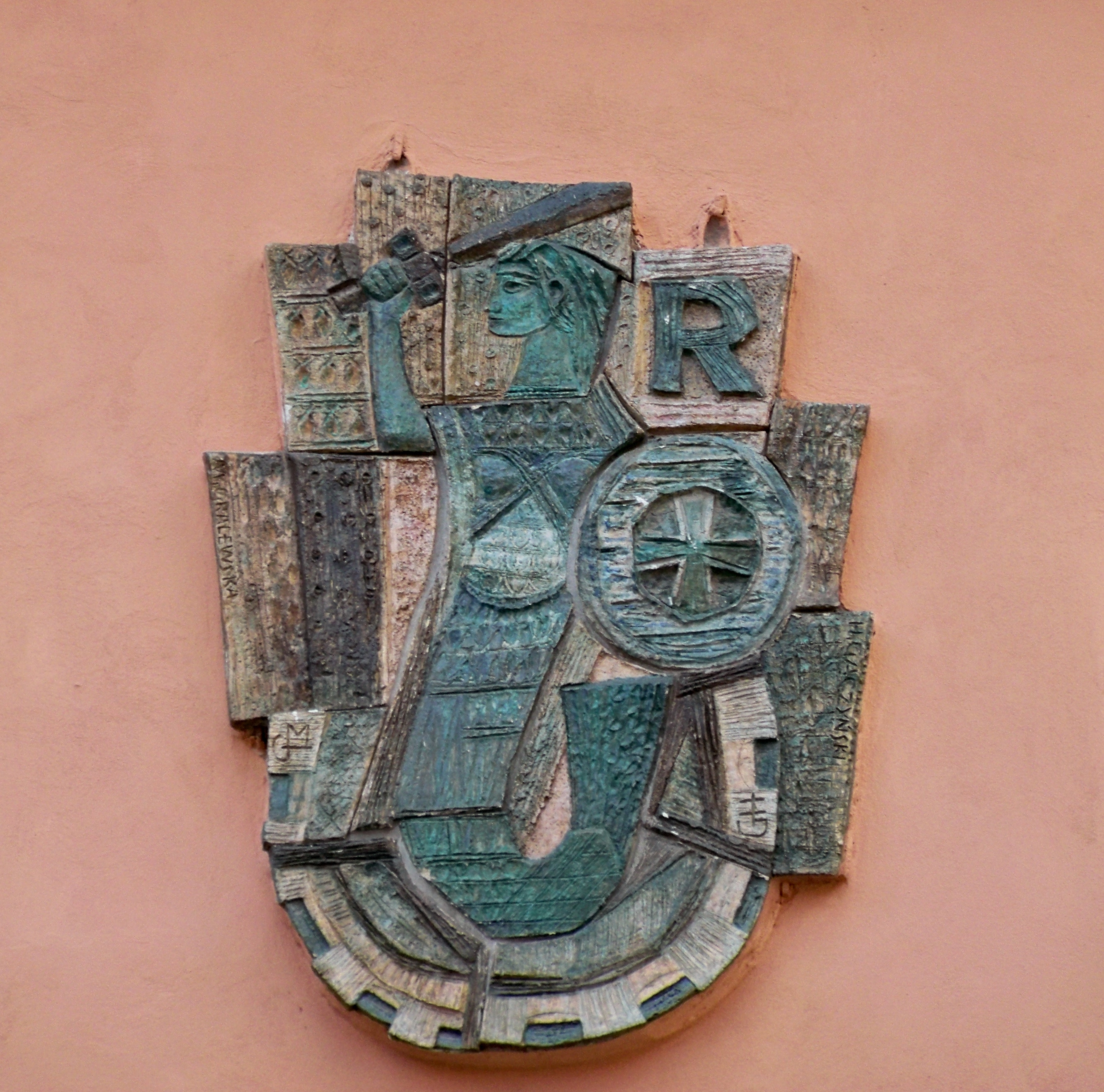
Relief ceramiczny z wizerunkiem Syreny na Domu Kata (siedzibie Cechu Rzemiosł Różnych m. st. Warszawy) przy ul. Szeroki Dunaj 13, aut. Henryk Gaczyński (1963)

Henryk Gaczyński (ur. 1901 w São Paulo, zm. 23 maja 1985 w Warszawie) – polski malarz, grafik i ceramik.

## Życiorys
Urodził się w Brazylii. Tam spędził dzieciństwo i wczesną młodość. Wyrastał w domu pielęgnującym tradycje polskie, ale otwartym na bogactwo kultury lokalnej, co w przyszłości znalazło wyraz w jego pracach.
Pierwsze kroki w dziedzinie sztuki stawiał jeszcze w Brazylii, kształcąc się w latach 1918–1929 w Szkole Sztuk Pięknych w Rio de Janeiro. W 1921 przyjechał do Polski w celu podjęcia dalszej edukacji. Do 1922 uczył się w Miejskiej Szkole Sztuk Zdobniczych i Malarstwa w Warszawie. Następnie w latach 1923–1928 pobierał wiedzę w szkole Blanki Mercère, zaznajamiając się m.in. z techniką malarstwa freskowego.
Jego pierwsze prace pochodzą z 1927. Tworzył głównie ekslibrisy, posługując się głównie techniką drzeworytu. Przystąpił do Stowarzyszenia Polskich Artystów Grafików „Ryt”. Malował również freski o tematyce religijnej.
W czasie okupacji niemieckiej został nauczycielem w szkole Mercère oraz członkiem konspiracyjnego Koła Miłośników Grafiki i Ekslibrisu. W latach 1939–1941 zaprzestał działalności twórczej. Po jej wznowieniu stworzył do 1944 wiele rycin. Niestety większość jego prac uległa zniszczeniu podczas powstania warszawskiego.
Po zakończeniu II wojny światowej natychmiast włączył się w dzieło odbudowy zrujnowanej stolicy. Równocześnie współpracował z Biurem Estetyki i Nadzoru Produkcji, przekształconym następnie w Instytut Wzornictwa Przemysłowego i kierowanym przez Wandę Telakowską.
Jego działalność artystyczna rozwijała się na wielu polach. Specjalizował się w rysunku i gwaszu, zajmował się także projektowaniem dekoracji grawerowanych na formy szklane. Jednakże najwięcej uwagi poświęcił ceramice. Dzięki zabiegom Wandy Telakowskiej, która skierowała grupę artystów do fabryki fajansu we Włocławku, mógł tam realizować swoje projekty. Do Włocławka przyjeżdżał regularnie, nie zajmował się jednak projektowaniem naczyń dla potrzeb produkcji wielkoseryjnej. Tworzył formy kameralne jak np. kafelki, które wykonywał ze zwykłych, odpowiednio uformowanych, fajansowych talerzy. Powstałe w ten sposób płytki ceramiczne malował, często wykorzystując egzotyczne motywy zapamiętane w dzieciństwie. Częste wizyty w fabryce włocławskiej, do której jeździły również Maria Wolska-Berezowska, Wanda Manteuffel, Maria Gralewska i Marta Podoska-Koch zaowocowały współpracą i przeprowadzanymi razem zajęciami warsztatowymi oraz nieco wymuszonymi, wyjazdowymi relacjami towarzyskimi. W rezultacie powołali nieformalną „Grupę Pięciu Ceramików”. W 1974 doszło do założenia już oficjalnej, ogólnokrajowej  Grupy Twórczej „Keramos”, do czego się przyczynił. Od początku istnienia ugrupowania był jego członkiem.
W 1963 prowadził dla malarek pracujących w Zakładach Porcelitu Stołowego „Pruszków” kurs malarstwa podszkliwnego na porcelicie.
Po śmierci spoczął na cmentarzu komunalnym Północnym w Warszawie. Kwatera: W-VIII-14, 4, 16

## Twórczość

### Ekslibrisy
- Ex libris Kossowskiej Marii, 1927
- Ex libris Lecha Kokocińskiego, 1928
- Ex libris Edwarda Chwalewika, 1941
- Karla Hradečnă Mă Kniha, 1941
- Ex libris Henryka Gaczyńskiego, 1950

### Malarstwo
- Zwisatowanie – fresk

### Grafika
- Kobiety ze zwierzętami, 1957
- Kobiety z kwiatami, ok. 1960
- Kobiety w łodzi, ok. 1960

### Ceramika
- Szklanka i karafka, 1947 – szkło sodowe bezbarwne, dmuchane do formy, grawerowane[7]
- Talerz szklany, rytowany, 1947-1949
- Wizerunek warszawskiej Syreny, 1963 – relief ceramiczny
- Wizerunek warszawskiej Syreny na szkle

## Odznaczenia
- Medal 10-lecia Polski Ludowej, 1955[8]